# Леомі Андерсон
Леомі Андерсон (англ. Leomie Anderson; нар. 15 лютого 1993) — британська модель.

## Біографія
У 14 років її помітив агент. Кар'єру почала у 17 років, дефілюючи для Марка Джейкобса. Згодом позувала для Moschino, Tom Ford, Chloé, Yeezy, Fenty Puma, Calvin Klein, Giorgio Armani, Oscar de la Renta, Ralph Lauren та Tommy Hilfiger. З 2015 року співпрацює з Victoria's Secret. У 2017 році Ріанна обрала її обличчям рекламної кампанії свого косметичного бренду Fenty Beauty.
У 2016 році створила блог LAPP (Leomie Anderson, The Project, the Purpose), пізніше відомий як LAPP Magazine, щоб забезпечити обізнаність про жіноче психічне здоров’я, права та свідомість тіла, сприяючи розширенню прав і можливостей жінок. Частково для підтримки платформи вона заснувала власний бренд одягу LAPP The Brand, запущений у вересні 2016 року. Андерсон розробила лінію жіночого спортивного одягу, який можна носити як модний, так і як активний.